# San Julián de Laíño
Laíño (llamada oficialmente San Xián de Laíño) es una parroquia española del municipio de Dodro, en la provincia de La Coruña, Galicia.

## Otras denominaciones
La parroquia también es conocida por los nombres de San Julián de Laíño y San Xulián de Laíño.

## Entidades de población
Entidades de población que forman parte de la parroquia:
- A Igrexa de Laiño
- Eiró
- Manselle
- Muronovo
- Paizal
- Pexegueiro
- Reboira
- Rial de Lagoa
- Rialiño
- Sar
- Tallós
- Tarrío
- Traxeito

## Demografía
| Gráfica de evolución demográfica de Laíño entre 2000 y 2019 |
|                                                             |
| Datos según el nomenclátor publicado por el INE.            |